# Palaeoloxodon antiquus
Palaeoloxodon antiquus (även Elephas antiquus) är en utdöd art i familjen elefanter som förekom under pleistocen i Europa och Sydvästasien. På svenska betecknas arten ibland som skogselefant och nya studier har visat att den var nära släkt med den nu levande skogselefanten (Loxodonta cyclotis). Trots detta räknas de fortfarande till olika släkten. Den var bland de största landdjur som någonsin funnits.